# Droguetia hildebrandtii
Droguetia hildebrandtii är en nässelväxtart som beskrevs av I. Friis och C.M. Wilmot-dear. Droguetia hildebrandtii ingår i släktet Droguetia och familjen nässelväxter. Inga underarter finns listade i Catalogue of Life.